# Эйнион Френхин
Эйнион(Энган) ап Оуайн (валл. Einion ap Owain Danwyn или валл. Einion ap Owain Ddantgwyn), также известный как Святой Король Эйнион лат. Ennianus or Anianus) и Святой Эйнион Король (валл. Sant Einion Frenin жил в конце V века и умер в начале VI века) — сын правителя Роса, суб-королевства, вассального по отношению к Гвинету. Был валлийским исповедником и святым кельтской церкви. Его день памяти изначально отмечался 9 февраля, хотя к XVI веку он был перенесён на 10 или 12 февраля и больше не отмечается ни англиканской ни католической церковью в Уэльсе.

## Биография
Эйнион, похоже, сумел убедить своего кузена, короля Мэлкуна, позволить ему править старым суб-королевством Авлогион, после смерти Авлоига ап Кинеты. Он расширил свое королевство, охватив весь полуостров Ллейн. Мало что известно о жизни Эйниона, хотя он, безусловно, был покровителем церкви. В начале 6 века он стал соучредителем монастыря Пенмон на острове Англси и вскоре после этого убедил Святого Кадвана помочь ему построить первый монастырь на острове Бардси. Эта деятельность, по-видимому, принесла Эйниону репутацию святого. Его мемориал можно увидеть в церкви Лланенгена в Гвинеде, которая посвящена ему.
Он по-видимому, правил как местный регулярный король на полуострове Ллейн (бывшее княжество Авлоига ап Кинеты) к юго-западу от Англси и, возможно, на самом Англси. Считается, что он подарил своему брату Сейриолу землю для его монастыря в Пенмоне на острове Англси и, позднее, для его скита на острове Паффин. Он также переманил бретонца святого Кадвана из Тивина, чтобы тот основал аббатство Святой Марии, первое религиозное учреждение на острове Бардси. Хотя это место и не было частью Цистерцианского пути, оно стало главным местом паломничества в Уэльсе. Иногда говорят, что сам Эйнион присоединился к общине Кадвана на острове, , хотя его мощи хранились в церкви в Лланенгане.

## Наследие
Считается, что Эйнион Френин основал первую церковь в Лланенанте, церковь Святого Эйниона. В нынешней церкви, построенной в конце XV или начале XVI века, до Реформации стояла позолоченная статуя короля в короне. На ней есть латинские надписи Æniani Rex Wallie и Rex Walliæ («Эйнион, король Уэльса»). Чудесные места поблизости включают в себя Финнон-Эган («Колодец Эйниона») и Ол-Трод-Марч-Эган («След коня Эйниона»), петросоматоглиф рядом с Кастелл-Синан, дождевая вода из которого, как утверждалось, обладала целебными свойствами. Другие топонимы, возможно, связанные с именем короля: Ого-Энген («Пещера Эйниона»), Брин-Энген («Холм Эйниона»), Каэр-Энген («Лагерь Эйниона») и Крос-Энген («Крест Эйниона») — ферма в Денбишире.
Лландиго в Монмутшире ранее также был известен как Лан Эннион («Лланеннион»), а бард Хайвел Рейналлт в конце XV века сочинил кивид о «златоруком» святом Эйнионе, в котором упоминалась другая (ныне неизвестная) церковь в Гвинеде, посвященная святому Эйниону.

## В легендах, триадах и у бардов
Он был могущественным правителем в раннем средневековом периоде, известным своей мудростью и лидерскими качествами. Эйнион Френин часто упоминается в Валлийских Триадах, коллекции традиционных валлийских текстов, датируемых Средневековьем. Согласно Триадам, Эйнион Френин был "одним из трех столпов-суверенов Британии", наряду с Артуром и Гвитионом. 
Считается, что Эйнион Френин имел влияние на королевство Дивед, регионом на юго-западе Уэльса, известным своей суровой береговой линией и богатой историей. Его правление, как говорят, было отмечено процветанием и стабильностью, при этом Эйнион Френин почитался своими подданными как справедливый и честный правитель.
Эйнион Френин считается многими реальной исторической фигурой, хотя большая часть его жизни и правления окутана тайной и легендами. Его наследие живет в валлийской мифологии и фольклоре, где он помнится как храбрый и благородный король, защищавший свой народ и отстаивавший ценности справедливости и чести. Эйнион Френин продолжает оставаться заметной фигурой в культурном наследии Уэльса, вдохновляя поколения рассказчиков и историков на празднование его непреходящего наследия.
Легенды рассказывают о некоем великане по имени Энион, жившем в окрестностях Каэр-Келемиона во времена саксонского нашествия. Возможно, прототипом Ониона послужил реальный исторический персонаж, вождь или король, правивший в этих местах.